# Jaucha
Jaucha ist ein Ortsteil der Stadt Hohenmölsen im Burgenlandkreis in Sachsen-Anhalt.

## Geografie

### Geografische Lage
Jaucha liegt südlich vom Kernbereich von Hohenmölsen.
Das 23,20 Hektar große Naturschutzgebiet „Grubengelände Nordfeld Jaucha“ mit der Nr. NSG 0134 liegt nochmals weiter südlich auf einer Höhe von 180 bis 198 m ü. NN und etwa 9 km nördlich von Zeitz.

## Geschichte
Jaucha wurde am 17. Mai 1522 erstmals urkundlich erwähnt. Am 20. Juli 1950 wurde die bis dahin selbstständige Gemeinde Jaucha in die Stadt Hohenmölsen eingemeindet.

## Gedenkstätten
- Am Haus Bergstraße 24 befindet sich eine Erinnerungstafel zum Gedenken an den kommunistischen Gemeindevertreter Max Kunath, der im Zuchthaus Amberg ein Opfer der NS-Justiz wurde.

## Vereine
- SV Eintracht Jaucha[4]